# Hnat Stefaniv
Hnat Stefaniv (en ucraniano: Гнат Стефанів) (1895-1949) fue un coronel del Ejército Ucraniano de Galitzia, fuerza armada de la República Popular Ucraniana Occidental y posteriormente, con la derrota militar frente a los polacos, dicho ejército se une al Ejército de la República Popular Ucraniana. Nació en el pueblo de Topoivstsi, cerca de Horodenko (en el actual Óblast de Ternopil, Ucrania).

## Formación Militar
Stefaniv alcanza el rango de mayor en el ejército del Imperio austrohúngaro. 

## República Popular Ucraniana Occidental
Con la retirada austrohúngara de 1918, es el organizador y comandante del área de Zolovich, en la República Popular Ucraniana Occidental desde el 9 de noviembre al 10 de diciembre.
Es ascendido a coronel, y manda las Unidades del ejército ucraniano en Leópolis. Bajo su mando, las fuerzas ucranianos lucharon contra las fuerzas polacas en Leópolis por el control de la ciudad, hasta la llegada de refuerzos polacos, lo que le hace abandonar la ciudad el 22 de noviembre de 1918.

## República Popular Ucraniana
Con la derrota del Ejército Ucraniano de Galitzia, éste cruza el río Zbruch el 16 de julio de 1919 a la zona controlada por la República Popular Ucraniana, incorporándose en las fuerzas militares de la misma, donde manda el Regimiento Hutsul, la brigada adicional de la división de fusileros, y manda a la caballería en la Primera Campaña de Invierno.

## Etapa de la posguerra
En 1920 se convierte en el primer comandante en el exilio de los ejércitos ucranianos. En 1920 llega a Checoslovaquia con el grupo del General Kraus, donde encabezan la misión diplomática de la República Popular Ucraniana Occidental en Uzhgorod (Actual Transcarpacia). Hasta 1939 vivió en Transcarpatia, trasladándose a Viena y en 1944 a Alemania, donde fallece en 1949.